# Högåsens gård
Högåsens herrgård i Karlskoga kommun har anor från början av 1600-talet. 
Erik Börjesson 1588–1649 är den tidigaste kända ägaren av Högåsen.

## Historia

### Gästgivartiden
Erik XIV stadgade 1561 böndernas skyldighet att hålla skjutshästar redo för kungens representanter samt gästgiverier med mat, dryck och foder för hästarna. Detta gällde även Högåsen som dessutom utökades med en krog i två våningar vid namnet Näbben.
Riksvägen mellan Stockholm och Oslo passerade gården och Kung Oscar I var en av gästerna på Högåsen under 1800-talets mitt. 
År 1874 byggdes järnväg mellan Karlskoga och Strömtorp. En mindre järnvägsstation uppfördes halvvägs på Högåsens ägor för besökande till gården 
Böndernas påtvingade plikt att hålla gästgiverierna med hästar upphävdes 1878.

### Gård, kurort, sjukhem och vilohem
Bergsbruksidkare Josef Andersson (1827–1905) uppförde ca 1882 ett Corps-De-Logi i empirstil med 15 rum samt en flygelbyggnad med åtta rum. Josef var en mycket driftig herreman. Jordbruk och bergsbruk såsom Kvarntorps hytta drevs med framgång, Arealerna utökades med hemmansdelar i andra byar samt lanthandel, sågverksrörelse och gästgiveri. 

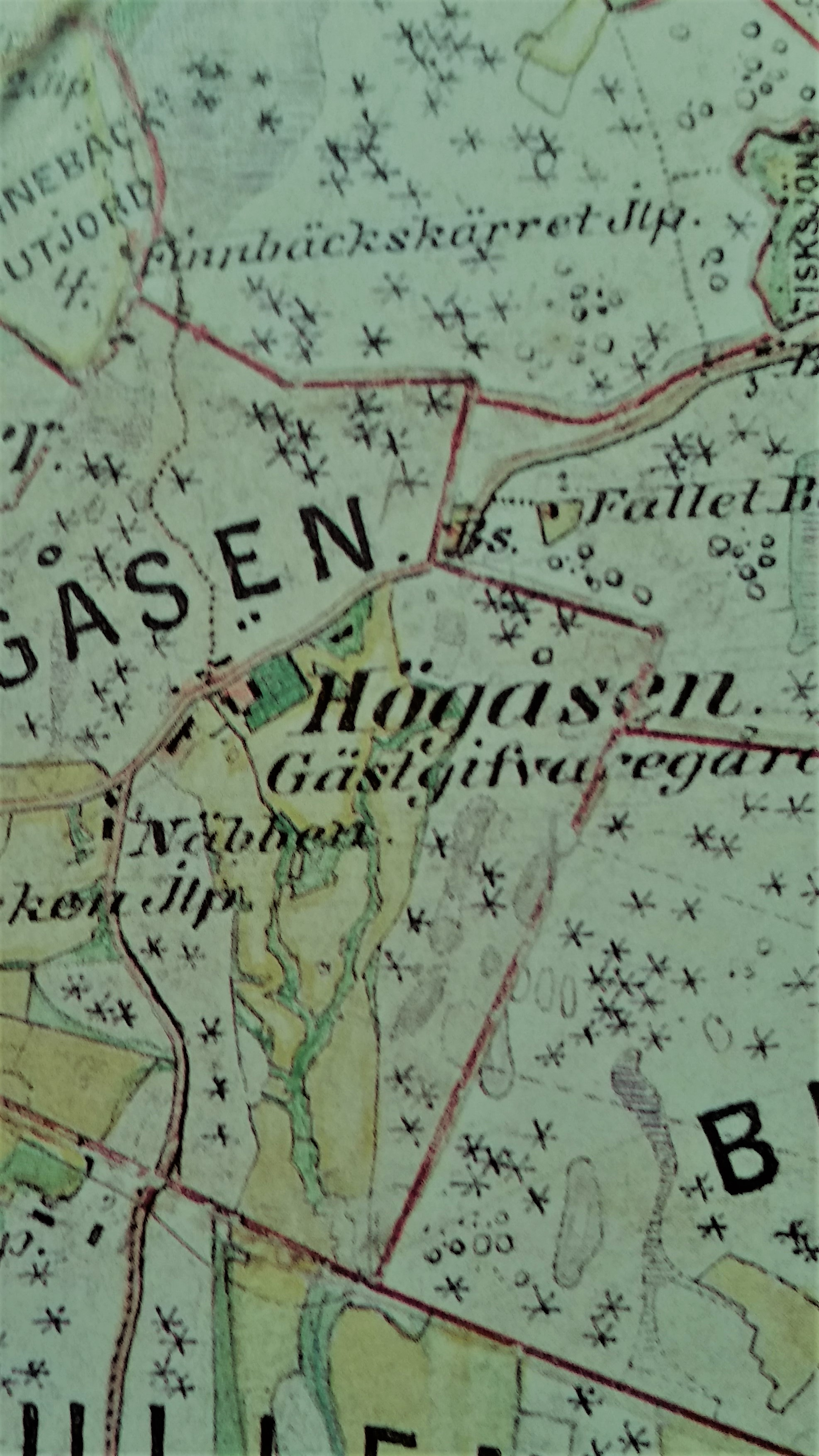
Högåsens gästgivaregård 1880

På gårdens ägor nära stationen byggde Josef år 1897 en badinrättning. Den drevs av döttrar Anna och Amanda Andersson och marknadsfördes som hälsokälla. Baderskor från Dalarna anställdes.
| ”                        | Gyttjemassage-, tallbarrs-, soda, half och helbad serveras af analyserat mineral- och helsovatten, befunnet särdeles lämpligt för reumatism, nervsjukdomar, blodbrist och magsjukdomar m.m. | „ |
| – Karlskoga Tidning 1900 | |   |

Biljettpriset tur och retur mellan Karlskoga kyrkby och Högåsen var nedsatt till 50 öre under badterminen.
Filosofen Vitalis Norström hörde till gästerna vid brunnen. Badet upphörde år 1905.
Mellan 1905 och 1914 övergick gården till att bli ett sjukhem främst för tuberkulospatienter. Det drevs då av sjuksköterskan Gertrud Ericsson, dotter till nya ägaren patron Eric Ericsson. Efter  att han avlidit 1913 förvärvade sjuksköterskan Elin Nilsson Högåsen 1914 och öppnade ett vilohem för bättre bemedlade personer från hela landet. I flygelbyggnaden huserade under en period den rullstolsburna grevinnan Hermelin med sin privata sjuksköterska. För att underlätta framkomsten med rullstolen kostade grevinnan på gården med en stor mängd kalkstensplattor.
[källa behövs]

### Boforstiden
Det närliggande bolaget Bofors expanderade kraftigt under krigsåren på 1940-talet. Nya medarbetare anställdes och behov att utöka Bofors bostadsbestånd förelåg. År 1950 köpte de Högåsens Herrgård av Elin Nilsson. Den ombyggdes till boende för tio familjer. ..Vardera familjen hade ett rum och kök. Indraget i det, senare var endast kallvatten. Åtta familjer bodde i Corp-De-Logiet och två familjer i flygelbyggnaden. Bolaget försåg även sina hyresgäster med en garagelänga för tio bilar
Gården övergick år 1973 åter i privat ägo.

### Högåsens herrgård
Lantmäterimyndigheten i samarbete med Karlskoga hembygdsförening gjorde år 2004 en forskning i äldre arkiv angående gårdens ursprungliga namn. De meddelade att historiskt och skriftligt förankrat var sedan år 1882 gårdsnamnet Högåsens herrgård.

## Ägarlängd
- Erik Börjesson
- Josef Andersson
- Eric Ericsson
- Elin Nilsson
- AB Bofors
- Per Samén